# Maria Luisa Berti
Pour les articles homonymes, voir Berti.
Maria Luisa Berti, née le 6 octobre 1971 à Saint-Marin, est une femme politique de Saint-Marin, membre du Parti démocrate-chrétien jusqu'en 2006, et fondatrice cette année-là du parti Nous les Saint-Marinais. 
Elle est députée au Grand Conseil général de 2001 à 2006 et depuis 2008.
Elle est capitaine-régente du 1er avril au 1er octobre 2011 avec Filippo Tamagnini. 
Le 16 septembre 2022, elle est une nouvelle fois élue capitaine-régente par le Grand Conseil général, avec Manuel Ciavatta, pour la période du 1er octobre 2022 au 1er avril 2023.
Elle est la fille de Gian Luigi Berti et la sœur de Gian Nicola Berti, capitaine-régent en 2016.